# Hans Spemann
Hans Spemann, né le 27 juin 1869 à Stuttgart, Royaume de Wurtemberg et mort le 9 septembre 1941 à Fribourg-en-Brisgau, Allemagne, est un embryologiste allemand. Il a reçu le prix Nobel de physiologie ou médecine de 1935 « pour sa découverte de l'effet organisateur dans le développement des embryons » (qui sera appelée par la suite embryogénèse). Cette découverte avait pourtant été faite par son étudiante Hilde Mangold qui n'a pu recevoir ce prix du fait de son décès accidentel en 1924.

## Biographie
Le centre de Spemann est le mesoderme dorsal dans l'organisation de la morula (voir le développement embryonnaire de la grenouille). Les gènes brachiury et goosécoid étant activés par une forte proportion de TGFb/FGF (que sont des ARNm présents dans l'endoderme), impliquent la synthèse de protéines : Frizbee et Noggin. Ces protéines induisent le mesoderme intermédiaire lorsqu'elles sont en contact avec les protéines BMP4 et Wnt8 (synthétisées par le mésoderme ventral).